# Chinyelu Asher
Chinyelu Bessum Asher, née le 20 mai 1993 à Silver Spring (Maryland), est une footballeuse internationale jamaïcaine évoluant au poste de milieu de terrain.

## Palmarès

### En sélection
Elle connait sa première sélection le 25 août 2015 face à la Dominique. Elle marque son premier but en sélection le jour même, le 7e du match (score final 13-0).